# Alton Lister
Alton Lister, né le 1er octobre 1958 à Dallas au Texas, est un joueur et entraîneur américain de basket-ball. Il évoluait au poste de pivot.

## Biographie
Alton Lister est surtout connu pour avoir été la victime d'un dunk de la part de Shawn Kemp lors des playoffs 1992.

## Pour approfondir
- Liste des meilleurs contreurs en NBA en carrière.